# 女鼓手
《女鼓手》（英语：The Little Drummer Girl）是約翰·勒卡雷所著作的諜報小說，於1983年出版。